# Josefa Molera
Maria Josefa Molera Mayo (Isaba, 23 janvier 1921- Madrid, septembre 2011) est une scientifique espagnole spécialisée en cinétique chimique et en techniques analytiques de chromatographie de différents gaz, dont l'activité a eu un impact notable dans la structure de la recherche de l'Espagne,.

## Biographie
Après la guerre civile espagnole, elle commence ses études en sciences chimiques à l'Université Centrale de Madrid, où elle obtient sa licence en 1942. Cette même année, elle commence à travailler comme professeure assistante à la chaire de chimie technique, dirigée par le professeur Ríus Miró, qui sera plus tard son directeur de thèse. Comme elle n'est pas rémunérée, elle se voit obligée de partager cette activité avec des cours particuliers de chimie et de langues étrangères (anglais et français).
Le professeur Ríus, alors vice-recteur de l'Institut de Chimie Alonso Barba du CSIC, offre à Maria Josefa la possibilité de réaliser sa thèse doctorale dans ses laboratoires. Cela ne peut être mené à bien car le directeur de l'institut rejette la proposition du professeur sous prétexte qu'il n'y a aucune chercheuse dans cet institut. Josefa Molera doit attendre jusqu'en 1946, année où Ríus est promu directeur du tout récent Institut de chimie physique Rocasolano, pour commencer sa thèse. En raison du montant réduit de sa bourse, elle est contrainte d'alterner ses travaux de recherches avec une activité professorale dans une école.
Elle obtient son doctorat en 1948 avec le Prix Extraordinaire de l'Université Centrale pour ses études sur les applications de l'électron de veine de mercure comme remplaçant potentiel des gouttes de ce même métal.
Elle développe, en compagnie du chimiste J.A. Domínguez et au mathématicien J. Fernández Biarge, des méthodes d'analyses des réactions chimiques par chromatographie gaz-liquide, avec une combinaison pouvant aller jusqu'à quatre colonnes chromatographiques. Les fabricants de chromatographes à gaz, ont reconnu le travail de l'équipe dans ce domaine et leur attribuent en 1967, le prix Perkin-Elmer Hispania.
En 1973, elle est nommée présidente de la Société espagnole de chromatographie et des techniques similaires.

## Prix et reconnaissances
- 1966 : Prix Alfonso X El Sabio[2].
- 1967 : Prix Perkin-Elmer Hispania[3],[2].
- Médaille de Chimie de la Société Royale Espagnole de physique chimie[2].
- 1975 : Membre d'honneur du Groupement pour l’avancement des méthodes spectroscopiques et physico-chimiques d’analyse (GAMS)[2].